# Crime-club
Crime-club est une collection de littérature policière publiée aux éditions Denoël de 1958 à 1974.

## Historique
En 1958 les éditions Denoël commence la publication d'une collection de romans policiers.
Tout d’abord, dénommée Collection policière avec sur quelques numéros le sous-titre « Les maîtres du mystère », elle est renommée Crime-club après onze romans. Puis, après quarante numéros, la présentation change et la numérotation saute au numéro 201. Au numéro 285, la collection est rebaptisée Super Crime-club, la numérotation continuant jusqu'au numéro 341. 
En 1974, la collection s'arrête.

## Titres de la collection
| No | Auteur                             | Titre                              | Titre original | Année de parution dans la collection |
| -- | ---------------------------------- | ---------------------------------- | -------------- | ------------------------------------ |
| 1  | Piquet-Wicks, Éric                 | Alerte à Orly                      |                | 1958                                 |
| 2  | Bouccarège, Alain                  | L'Ombre et la Proie                |                | 1958                                 |
| 3  | Usigli, Rodolfo (es)               | Tentative d'assassinat             |                | 1958                                 |
| 4  | Alexandre, Paul et Roland, Maurice | Genève vaut bien une messe         |                | 1958                                 |
| 5  | Thomas, Louis C.                   | Le Mort qui marche                 |                | 1958                                 |
| 6  | Joris, Olivier                     | Le Festin de l'araignée            |                | 1958                                 |
| 7  | Boileau-Narcejac                   | Sueurs froides (D'entre les morts) |                | 1958                                 |
| 8  | Forquin, Pierre                    | L'Homme aux petits cigares         |                | 1959                                 |
| 9  | Boileau-Narcejac                   | À cœur perdu                       |                | 1959                                 |
| 10 | Thomas, Louis C.                   | Le Froid du tombeau                |                | 1959                                 |
| 11 | Le Lauraguais, Emmanuel            | Le Collant noir                    |                | 1959                                 |

| No | Auteur                  | Titre                                 | Titre original        | Année de parution dans la collection |
| -- | ----------------------- | ------------------------------------- | --------------------- | ------------------------------------ |
| 12 | Boileau-Narcejac        | L'ingénieur aimait trop les chiffres  |                       | 1959                                 |
| 13 | Boileau-Narcejac        | Les Visages de l'ombre                |                       | 1959                                 |
| 14 | Boileau-Narcejac        | Les Magiciennes                       |                       | 1959                                 |
| 15 | Boileau-Narcejac        | Les Louves                            |                       | 1959                                 |
| 16 | Boileau-Narcejac        | Les Diaboliques                       |                       | 1959                                 |
| 17 | Boileau-Narcejac        | Le Mauvais Œil                        |                       | 1959                                 |
| 18 | Piquet-Wicks, Éric      | Attentat à Istanbul                   |                       | 1959                                 |
| 19 | Valmont, Frédéric       | Grand Chelem à cœur                   |                       | 1959                                 |
| 20 | Gauthier, Georges       | Un coup de feu, Votre Honneur ?       |                       | 1959                                 |
| 21 | Monteilhet, Hubert      | Les Mantes religieuses                |                       | 1960                                 |
| 22 | Thomas, Louis C.        | Sans espoir de retour                 |                       | 1960                                 |
| 23 | Deleuze, Bernard        | L'Homme de la Ruhr                    |                       | 1960                                 |
| 24 | Le Lauraguais, Emmanuel | La Fièvre à quarante                  |                       | 1960                                 |
| 25 | Joris, Olivier          | Court-circuit                         |                       | 1960                                 |
| 26 | Signac, Pierre          | Monsieur Cauchemar                    |                       | 1960                                 |
| 27 | Cecil, Henry            | On juge le juge                       | No Bail For the Judge | 1960                                 |
| 28 | Forquin, Pierre         | L'Homme du 7 novembre                 |                       | 1960                                 |
| 29 | Dormont, François       | Crime aux archives                    |                       | 1960                                 |
| 30 | Valmont, Frédéric       | Monsieur Contre et le Mort            |                       | 1961                                 |
| 31 | Dartois, Yves           | La Roue de Tintagel                   |                       | 1961                                 |
| 32 | Monteilhet, Hubert      | Le Retour des cendres                 |                       | 1961                                 |
| 33 | Cambon, René            | Opération Sardine                     |                       | 1961                                 |
| 34 | Boileau-Narcejac        | Maléfices                             |                       | 1961                                 |
| 35 | Piper, Evelyn           | Bunny Lake a disparu                  | Bunny Lake Is Missed  | 1961                                 |
| 36 | Thomas, Louis C.        | La Mort au cœur                       |                       | 1961                                 |
| 37 | Miller, Sigmund         | Le Léopard des neiges                 | The Snow Leopard      | 1961                                 |
| 38 | Forquin, Pierre         | Le Procès du diable                   |                       | 1961                                 |
| 39 | Bourderon, Jacques      | La Corrida des Séraphins              |                       | 1961                                 |
| 40 | Forquin, Pierre         | Le printemps fait toujours un peu mal |                       | 1962                                 |

| No  | Auteur                          | Titre                                               | Titre original        | Année de parution dans la collection |
| --- | ------------------------------- | --------------------------------------------------- | --------------------- | ------------------------------------ |
| 201 | Thomas, Louis C.                | Manie de la persécution                             |                       | 1962                                 |
| 202 | Rice, Craig                     | T. comme traquenard                                 | Knocked For a Loof    | 1962                                 |
| 203 | Japrisot, Sébastien             | Compartiment tueurs                                 |                       | 1962                                 |
| 204 | Venayre, Guy                    | Sainte-Morte                                        |                       | 1962                                 |
| 205 | Boileau-Narcejac                | Maldonne                                            |                       | 1962                                 |
| 206 | Piper, Evelyn                   | Chère poupée                                        | Hanno's Doll          | 1962                                 |
| 207 | Forquin, Pierre                 | Le Procès du diable                                 |                       | 1962                                 |
| 208 | Cambon, René                    | Combat de nègres                                    |                       | 1962                                 |
| 209 | Japrisot, Sébastien             | Piège pour Cendrillon                               |                       | 1962                                 |
| 210 | Fletcher, Lucille               | Un bandeau sur les yeux                             | Blind Fold            | 1963                                 |
| 211 | Thomas, Louis C.                | À vos souhaits, la mort                             |                       | 1963                                 |
| 212 | Coroner, Gilles                 | L'Homme au casque d'or                              |                       | 1963                                 |
| 213 | Villemier, Georges              | Le Petit Canard                                     |                       | 1963                                 |
| 214 | Cambon, René                    | Les Cierges de la Saint-Antoine                     |                       | 1963                                 |
| 215 | Levens, J.-P.                   | Un pion, trois dames                                |                       | 1963                                 |
| 216 | Libos, Christian                | Impasse au Valais                                   |                       | 1963                                 |
| 217 | Oriol, Laurence                 | À cœur ouvert                                       |                       | 1963                                 |
| 218 | Perrault, Gilles                | Au pied du mur                                      |                       | 1963                                 |
| 219 | Monteilhet, Hubert              | Les Pavés du diable                                 |                       | 1963                                 |
| 220 | Fletcher, Lucille               | …Porté disparu                                      | ...And Presumed Dead  | 1963                                 |
| 221 | Cariguel, Claude                | A comme Agathe                                      |                       | 1963                                 |
| 222 | Boileau-Narcejac                | Les Victimes                                        |                       | 1964                                 |
| 223 | Piper, Evelyn                   | Le Meurtrier nu                                     | The Naked Murderer    | 1964                                 |
| 224 | Steeman, Stanislas-André        | Autopsie d'un viol                                  |                       | 1964                                 |
| 225 | Thomas, Louis C.                | Les Mauvaises Fréquentations                        |                       | 1964                                 |
| 226 | Villemier, Georges              | La Paix des champs                                  |                       | 1964                                 |
| 227 | Cambon, René                    | L'Oiseau rare                                       |                       | 1964                                 |
| 228 | Maire, Gérard                   | Orange amère                                        |                       | 1964                                 |
| 229 | Coatmeur, Jean-François         | Nocturne pour mourir                                |                       | 1964                                 |
| 230 | Delory, Marc                    | Bateau en Espagne                                   |                       | 1964                                 |
| 231 | Monteilhet, Hubert              | Le Forçat de l'amour                                |                       | 1965                                 |
| 232 | Lerm, Michel                    | La Belle à Belle-Île                                |                       | 1965                                 |
| 233 | Réouven, René                   | Octave II                                           |                       | 1965                                 |
| 234 | Cammar, Éric                    | Place aux amateurs                                  |                       | 1965                                 |
| 235 | Piper, Evelyn                   | Le Motif                                            | The Motive            | 1965                                 |
| 236 | Fletcher, Lucille               | Le Crime du Yawl bleu                               | The Strange Blue Yawl | 1965                                 |
| 237 | Thomas, Louis C.                | Par cruauté mentale                                 |                       | 1965                                 |
| 238 | Oriol, Laurence                 | La Chasse aux innocents                             |                       | 1965                                 |
| 239 | Bourderon, Jacques              | Corrida à Brazza                                    |                       | 1965                                 |
| 240 | Oriol, Laurence                 | L'Interne de service                                |                       | 1965                                 |
| 241 | Piper, Evelyn                   | Bunny Lake a disparu                                | Bunny Lake Is Missed  | 1965                                 |
| 242 | Monteilhet, Hubert              | Le démon est mauvais joueur (Le Retour des cendres) |                       | 1965                                 |
| 243 | Cambon, René                    | Les Pirates                                         |                       | 1966                                 |
| 244 | Olivet, Jean d’                 | La Peau d'un autre                                  |                       | 1966                                 |
| 245 | Monteilhet, Hubert              | Les Bourreaux de Cupidon                            |                       | 1966                                 |
| 246 | Didelot, Francis                | La Minorité de faveur                               |                       | 1966                                 |
| 247 | Thomas, Louis C.                | Le Complice                                         |                       | 1966                                 |
| 248 | Cambon, René                    | Le Fou du labo 4                                    |                       | 1966                                 |
| 249 | Oriol, Laurence                 | Le meurtre, ça fait grandir                         |                       | 1966                                 |
| 250 | Bourderon, Jacques              | Un espion fatigué                                   |                       | 1966                                 |
| 251 | Thomas, Louis C.                | La Nuit de nulle part                               |                       | 1966                                 |
| 252 | Franck, H.-J.                   | Bagatelles pour un drapeau                          |                       | 1967                                 |
| 253 | Bommart, Jean                   | Elle ou moi                                         |                       | 1967                                 |
| 254 | Dubois, Claude                  | Échec aux armes                                     |                       | 1967                                 |
| 255 | Cambon, René                    | Entre l'enclume et le marteau                       |                       | 1967                                 |
| 256 | Thomas, Louis C.                | Coup de sang                                        |                       | 1967                                 |
| 257 | Réouven, René                   | Les Humeurs fatales                                 |                       | 1967                                 |
| 258 | Franck, H.-J.                   | Dix Deutsche Marks et un mort                       |                       | 1968                                 |
| 259 | Izard, Christophe               | La mort avait mis des gants                         |                       | 1968                                 |
| 260 | Oriol, Laurence                 | On tue pour moins que cela                          |                       | 1968                                 |
| 261 | Cambon, René                    | Le Caissier du diable                               |                       | 1968                                 |
| 262 | Picot, André et Roland, Maurice | Z comme Zurich                                      |                       | 1968                                 |
| 263 | Coatmeur, Jean-François         | Aliéna                                              |                       | 1968                                 |
| 264 | Thomas, Louis C.                | Les Trente Deniers                                  |                       | 1968                                 |
| 265 | Dubois, Claude                  | À chat perché                                       |                       | 1968                                 |
| 266 | Salva, Pierre                   | La Trinité du diable                                |                       | 1969                                 |
| 267 | Marsay-Lacombrade               | Crime-chantilly                                     |                       | 1969                                 |
| 268 | Fletcher, Lucille               | La Passagère de la cabine B54                       | The Girl in Cabin B54 | 1969                                 |
| 269 | Réouven, René                   | Mort au jury                                        |                       | 1969                                 |
| 270 | Kalil, Marcel                   | Quai de l'étrangleur                                |                       | 1969                                 |
| 271 | Thomas, Louis C.                | Les écrits restent                                  |                       | 1969                                 |
| 272 | Kalil, Marcel                   | Portrait au couteau                                 |                       | 1969                                 |
| 273 | Marsay-Lacombrade               | Qui a découpé Henry James ?                         |                       | 1969                                 |
| 274 | Oriol, Laurence                 | Le Cas de Renaud Ball-Henstin                       |                       | 1969                                 |
| 275 | Salva, Pierre                   | Le Diable dans la tête                              |                       | 1970                                 |
| 276 | Cambon, René                    | Nos chers disparus                                  |                       | 1970                                 |
| 277 | Tanugi, Gilbert                 | Requiem pour Woona                                  |                       | 1970                                 |
| 278 | Marbœuf, Jacques                | Amis à la vie à la mort                             |                       | 1970                                 |
| 279 | Réouven, René                   | L'Assassin maladroit                                |                       | 1970                                 |
| 280 | Salva, Pierre                   | Quatre jours en enfer                               |                       | 1970                                 |
| 281 | Tanugi, Gilbert                 | Le Numéro sept                                      |                       | 1970                                 |
| 282 | Kalil, Marcel                   | Silence on tue                                      |                       | 1970                                 |
| 283 | Coatmeur, Jean-François         | Baby-foot                                           |                       | 1970                                 |
| 284 | Schlesser, Gilles               | la Natchave                                         |                       | 1970                                 |

| No  | Auteur                          | Titre                               | Titre original            | Année de parution dans la collection |
| --- | ------------------------------- | ----------------------------------- | ------------------------- | ------------------------------------ |
| 285 | Oriol, Laurence                 | Un crime par jour                   |                           | 1971                                 |
| 286 | Tanugi, Gilbert                 | Le Canal rouge                      |                           | 1971                                 |
| 287 | Colling, Alfred                 | le Voleur de Genève                 |                           | 1971                                 |
| 288 | Thomas, Louis C.                | Jour des morts                      |                           | 1971                                 |
| 289 | Réouven, René                   | Monsieur Josué                      |                           | 1971                                 |
| 290 | Salva, Pierre                   | Je suis un pauvre diable            |                           | 1971                                 |
| 291 | Réouven, René                   | L'Assassin maladroit                |                           | 1971                                 |
| 292 | Vautrin, Denyse                 | On demande l'auteur                 |                           | 1971                                 |
| 293 | Kalil, Marcel                   | Carrefour de l'Odéon                |                           | 1971                                 |
| 294 | Iriduchi, Edgard                | La Mort d'une femme                 |                           | 1971                                 |
| 295 | Marlot, Raymond                 | Gauguins à gogo                     |                           | 1971                                 |
| 296 | Salva, Pierre                   | L'enfer les attend                  |                           | 1971                                 |
| 297 | Mourthé, Claude                 | Lettre à un mort                    |                           | 1971                                 |
| 298 | Rendell, Ruth                   | Morts croisées                      | One Across, Two Down      | 1971                                 |
| 299 | Coatmeur, Jean-François         | J'ai tué une ombre                  |                           | 1972                                 |
| 300 | Iriduchi, Edgard                | Il était une bergère                |                           | 1972                                 |
| 301 | Rendell, Ruth                   | La police conduit le deuil          | Wolf to the Slaughter     | 1972                                 |
| 302 | Picot, André et Roland, Maurice | Z comme Zurich                      |                           | 1972                                 |
| 303 | Oriol, Laurence                 | Mieux valait tuer                   |                           | 1972                                 |
| 304 | Dubessy, Jacques                | Brigade des recherches              |                           | 1972                                 |
| 305 | Cambon, René                    | Le bon grain est livré              |                           | 1972                                 |
| 306 | Réouven, René                   | 6 personnages en quête de meurtre   |                           | 1972                                 |
| 307 | Thomas, Louis C.                | Malencontre                         |                           | 1972                                 |
| 308 | Monteilhet, Hubert              | Les Bourreaux de Cupidon            |                           | 1972                                 |
| 309 | Tanugi, Gilbert                 | Crazy capo                          |                           | 1972                                 |
| 310 | Salva, Pierre                   | La Fille du lac du diable           |                           | 1972                                 |
| 311 | Iriduchi, Edgard                | Retour de haine                     |                           | 1972                                 |
| 312 | Tanugi, Gilbert                 | Qui m'a tuée ?                      |                           | 1972                                 |
| 313 | Marlot, Raymond                 | Les Suicidés du printemps           |                           | 1972                                 |
| 314 | Cambon, René                    | Machination pour un cocu            |                           | 1972                                 |
| 315 | Holden, Anne                    | Les Témoins                         | The Witnesses             | 1972                                 |
| 316 | Floor, Al. P.                   | Temps de chiens                     |                           | 1972                                 |
| 317 | Vautrin, Denyse                 | Voyage à forfait                    |                           | 1972                                 |
| 318 | Rendell, Ruth                   | La maison de la mort                | The Secret House of Death | 1973                                 |
| 319 | Coatmeur, Jean-François         | La Voix dans Rama                   |                           | 1973                                 |
| 320 | Izard, Christophe               | La Mort par pitié                   |                           | 1973                                 |
| 321 | Tanugi, Gilbert                 | Je m'appelle Candice                |                           | 1973                                 |
| 322 | Barrec, Yves                    | Sans armes ni bagages               |                           | 1973                                 |
| 323 | Grégory, Albert                 | L'étrangleur préfère les blondes    |                           | 1973                                 |
| 324 | Marbœuf, Jacques                | Coup de folie                       |                           | 1973                                 |
| 325 | Olivet, Jean d’                 | Le Renard de Port d'Espagne         |                           | 1973                                 |
| 326 | Diable, Christopher             | Une affaire trop personnelle        |                           | 1973                                 |
| 327 | Oriol, Laurence                 | Trop jeune pour tuer ?              |                           | 1973                                 |
| 328 | Salva, Pierre                   | Les Griffes du diable               |                           | 1973                                 |
| 329 | Fabre, Dominique                | La Tête en feu                      |                           | 1973                                 |
| 330 | Boileau-Narcejac                | … Et mon tout est un homme          |                           | 1973                                 |
| 331 | Monteilhet, Hubert              | Le Forçat de l'amour                |                           | 1973                                 |
| 332 | Boileau-Narcejac                | La mort a dit : Peut-être           |                           | 1973                                 |
| 333 | Tanugi, Gilbert                 | L'Homme de Hambourg                 |                           | 1973                                 |
| 334 | Tanugi, Gilbert                 | Corde d'argent                      |                           | 1974                                 |
| 335 | Rendell, Ruth                   | Une fille dans un caveau            | Murder Being Once Done    | 1974                                 |
| 336 | Viot, Henry-Gérard              | Le Narcisse tardif                  |                           | 1974                                 |
| 337 | Diable, Christopher             | La Petite Demoiselle au chewing-gum |                           | 1974                                 |
| 338 | Vautrin, Denyse                 | On ne tue jamais assez              |                           | 1974                                 |
| 339 | Cambon, René                    | La Verrue                           |                           | 1974                                 |
| 340 | Revel, Marc                     | Assassin, levez-vous !              |                           | 1974                                 |
| 341 | Tanugi, Gilbert                 | La Grande Pythie                    |                           | 1974                                 |